# Carex hordeistichos
Espèce
Carex hordeistichos est une espèce de plantes à fleurs de la famille des Cyperaceae, originaire d'Afrique du Nord et de l'Europe de l'Ouest jusqu'à l'ouest de l'Asie (Iran et au Kazakhstan).

## Description
Carex hordeistichos est de 10 à 40 cm de haut. Elle est glabre à tige dressée, trigone et scabre vers le sommet. Les feuilles basales sont larges de 3 à 5 mm. L'inflorescence est verte, très espacée avec deux ou trois épis mâles agglomérés au sommet, oblongs, éloignés de trois à six épis femelles ovoïdes, globuleux, à courts pédoncules. Les fruits sont des utricules glabres allongés en fuseaux de 8 à 12 mm, jaune brunâtre avec un long bec bidenté.
Son nombre de chromosomes est 2n=58, avec de nombreuses variantes signalées.

## Répartition et habitat
La laîche à épis d'orge est une plante des montagnes nord africaines et européennes. Elle est fréquent sur les bords des chemins, dans les fossés et dans les pâturages dégradés humides des sols frais argileux.

## Dénominations
Ce taxon porte en français les noms vernaculaires ou normalisés suivants :
- Carex à épis d'orge[4] ;
- Laîche à épis d'orge[5],[6],[4] ;
- Laîche fausse Orge[5],[6].

## Systématique
Le nom correct complet (avec auteur) de ce taxon est Carex hordeistichos Vill..
Carex hordeistichos a pour synonymes :
- Carex hordeiformis Thuill., 1799
- Carex hordeiformis Wahlenb.
- Carex hordeistichos var. elongata Willk.
- Carex lerchenfeldiana Schur
- Carex secale Wahlenb.
- Carex secale Wahlenb. ex Trevir.